# 山形消防署
山形消防署（やまがたしょうぼうしょ）は長野県東筑摩郡山形村にある松本広域消防局が管轄する消防署である。

## 沿革
- 1992年（平成4年）7月 - 山形消防署新築起工式
- 1993年（平成5年）4月 - 松本広域消防局発足

## 所在地
- 東筑摩郡山形村5997-3

## 職員数
- 21人

## 消防車両
- 消防ポンプ自動車
- 水槽付消防ポンプ自動車
- 高規格救急車
- 指揮広報車
- 二輪車（2台）

## 管轄地域
- 山形村
- 松本市波田
- 朝日村